# Gallicolombe érythroptère
Pampusana erythropterus
Espèce
Statut de conservation UICN

 CR B1ab(v)+2ab(v); C2a(ii) : 
En danger critique
Synonymes
- Alopecoenas erythropterus (Gmelin, 1789) (désuet)
- Gallicolumba erythroptera (Gmelin, 1789) (désuet)

La Gallicolombe érythroptère (Pampusana erythroptera) est une espèce d'oiseaux appartenant à la famille des colombidés.

## Description
Cet oiseau mesure environ 25 cm de longueur pour une masse de 150 g.
Le mâle ressemble beaucoup aux Gallicolombes de Jobi et de Kubary. Il a le front, les joues, la gorge et la poitrine blancs. La calotte, la nuque et le trait derrière chaque œil sont gris. Certains mâles peuvent avoir la tête entièrement blanche. Les parties supérieures sont gris olive foncé et pourpres. Des reflets rouge noisette marquent l'arrière du cou et les ailes. Le ventre est noirâtre. Les iris sont bruns, le bec noir et les pattes pourpre foncé.
La femelle est brun rougeâtre teinté de rouge pourpre sur la calotte, le cou et les couvertures alaires. Le dos et le croupion sont vert olive.

## Répartition
Elle est endémique à l'archipel des Tuamotu en Polynésie française.

## Habitat
Elle habite les forêts et broussailles sèches subtropicales et tropicales, les plantations et les jardins.

## Alimentation
Cet oiseau consomme des graines, des bourgeons et des feuilles.

## Population et conservation
L'espèce est représentée par environ 115 individus, répartis sur 4 îles de l'archipel des Tuamotu en Polynésie française.